# Варданян Степан Христофорович
Степан Христофорович Варданян (Варданіан) (28 квітня 1900, місто Маріуполь, тепер Донецької області — розстріляний 14 березня 1937, місто Таганрог, тепер Російська Федерація) — вірменський радянський діяч, 2-й секретар ЦК КП(б) Вірменії, 1-й секретар Таганрозького міського комітету ВКП(б). Член ЦВК СРСР.

## Життєпис
Народився в родині журналіста та вчительки. Батьки були активними учасниками революційного руху. У місто Маріуполь був засланий батько за революційну діяльність у Закавказзі. 
Степан Варданян закінчив реальне училище. Деякий час навчався на економічному факультеті політехнічного інституту, але навчання не закінчив. Активно поширював листівки серед робітників нафтових промислів Баку, брав активну участь у роботі марксистських гуртків.
Член РСДРП(б) з 1916 року.
З 1917 по 1920 рік перебував на нелегальному становищі. З 1917 року — член Бакинської ради; редактор газети Свободное слово» в Баку; член Тифліської ради; секретар 2-го районного комітету РКП(б) міста Тифліса; секретар Тифліського комітету РКП(б).
Був неодноразово заарештований, п'ять місяців перебував у каторжній в'язниці, двічі Степана Варданяна висилали з Баку та Тифлісу, меншовицьким урядом Грузії був оголошений поза законом. Учасник багатьох підпільних зборів, мітингів, маївок, зі зброєю в руках брав участь у чотирьох озброєних більшовицьких виступах та повстаннях.
З квітня 1919 року — голова Тимчасового ЦК Закавказької організації молодих соціалістів-революціонерів «Спартак», редактор газети «Молодий пролетар» у Тифлісі.
З вересня 1919 року — член Тифліського бюро Закавказького крайового комітету РКП(б). Влітку 1920 року брав участь у II Всесвітньому конгресі Комуністичного Інтернаціоналу.
У лютому — квітні 1921 року — член та комісар внутрішніх справ Тифліського революційного комітету. Був військовим комісаром, начальником політичного відділу Вірменської стрілецької дивізії Окремої Кавказької армії РСЧА.
У квітні 1921 — 1922 року — голова Александропольського повітового революційного комітету Вірменської РСР.
У 1922—1923 роках — голова виконавчого комітету Ечміадзинської повітової ради; голова виконавчого комітету Ново-Баязетської повітової ради Вірменської РСР.
У 1923—1930 роках — у Народному комісаріаті робітничо-селянської інспекції Закавказької РФСР; заступник голова Державної планової комісії при РНК Закавказької РФСР; редактор газети «Заря Востока» в місті Тифлісі.
6 грудня 1930 — 17 січня 1932 року — 2-й секретар ЦК КП(б) Вірменії.
9 квітня 1932 — жовтень 1936 року — 1-й секретар Таганрозького міського комітету ВКП(б) (Північно-Кавказький — Азово-Чорноморський край).
26 жовтня 1936 року заарештований органами НКВС. 14 березня 1937 року засуджений до страти, того ж дня розстріляний в місті Таганрозі.
Посмертно реабілітований у 1956 році.